# أندريه غوفوروف
أندريه أندرييفيتش غفوروف (بالأوكرانية: Андрій Андрійович Говоров؛ ولد في 10 أبريل 1992) هو سباح أوكراني، حامل الرقم القياسي العالمي، بطل أوروبا عام 2016 في لندن، والحاصل على الميدالية البرونزية في بطولة العالم عام 2017 في بودابست في سباق 50 متر فراشة.

## الحياة الشخصية
وُلد غفوروف في 10 أبريل 1992 في سيفاستوبول، أوكرانيا. تخرج من المدرسة العليا للثقافة البدنية في دنيبرو، وفي عام 2016 التحق أيضًا بجامعة دنيبرو الوطنية أوليس غونشار.

## الدوري الدولي للسباحة
في ربيع عام 2020، وقع غفوروف مع تورونتو تايتنز، في موسمهم الافتتاحي.

## أخرى
في 1 تموز/يوليو 2018، حطم أندريه غفوروف الرقم القياسي العالمي في سباق 50 م فراشة، الذي كان مسجلا باسم الإسباني رافاييل مونيوث لمدة تسع سنوات، حيث سجل زمنًا قدره 22.27 ثانية، متفوقًا على بطل العالم لعام 2017 في نفس السباق بن براود (22.93 ثانية) والهولندي ماثيس جوسن (23.55 ثانية) في بطولة تروفيو سيت كولي التي أقيمت في روما، إيطاليا.

## ميداليات دولية
| تصنيف          | حدث                | سنة  | لقاء رياضي              |
| ميدالية برنزية | 50 متر سباحة فراشة | 2017 | بطولة العالم (بودابست)  |
| ميدالية فضية   | 50 متر سباحة فراشة | 2010 | بطولة العالم (دبي)      |
| ميدالية برنزية | 50 متر سباحة فراشة | 2014 | بطولة العالم (الدوحة)   |
| ميدالية ذهبية  | 50 متر سباحة فراشة | 2016 | بطولة أوروبا (لندن)     |
| ميدالية ذهبية  | 50 متر سباحة فراشة | 2018 | بطولة أوروبا (غلاسكو)   |
| ميدالية فضية   | 50 متر سباحة حرة   | 2016 | بطولة أوروبا (لندن)     |
| ميدالية فضية   | 50 متر سباحة فراشة | 2020 | بطولة أوروبا (غلاسكو)   |
| ميدالية برنزية | 50 متر سباحة حرة   | 2012 | بطولة أوروبا (ديبريسين) |
| ميدالية برنزية | 50 متر سباحة فراشة | 2014 | بطولة أوروبا (برلين)    |
| ميدالية ذهبية  | 50 متر سباحة فراشة | 2011 | بطولة أوروبا (غلاسكو)   |
| ميدالية ذهبية  | 50 متر سباحة فراشة | 2013 | بطولة أوروبا (غلاسكو)   |
| ميدالية ذهبية  | 50 متر سباحة فراشة | 2015 | بطولة أوروبا (غلاسكو)   |
| ميدالية فضية   | 50 متر سباحة فراشة | 2010 | بطولة أوروبا (غلاسكو)   |
| ميدالية فضية   | 50 متر سباحة فراشة | 2017 | بطولة أوروبا (غلاسكو)   |
| ميدالية برنزية | 50 متر سباحة حرة   | 2010 | بطولة أوروبا (غلاسكو)   |
| ميدالية برنزية | 50 متر سباحة فراشة | 2012 | بطولة أوروبا (غلاسكو)   |
| ميدالية برنزية | 50 متر سباحة حرة   | 2013 | بطولة أوروبا (غلاسكو)   |